# Augusto Massa
Augusto Massa (Campobasso, 19 febbraio 1943) è un politico italiano.

## Biografia
Inizia la propria attività politica nel Partito Comunista Italiano, candidandosi alla Camera dei Deputati alle elezioni politiche del 1983 nella circoscrizione Campobasso-Isernia, ottenendo 6.400 preferenze e non risultando eletto. Riesce invece a entrare nel Consiglio regionale del Molise alle elezioni regionali del 1985, quando con 2.337 preferenze ottiene il seggio nella provincia di Campobasso; è riconfermato cinque anni dopo con 3.958 voti individuali, risultando il candidato più suffragato nella circoscrizione all'interno della lista del PCI.
Nel 1991 segue la confluenza del PCI nel Partito Democratico della Sinistra, venendo candidato dai Progressisti alla Camera nel collegio uninominale di Campobasso, ma con il 25,23% dei voti è superato di misura da Cesare Cefaratti (27,27%), esponente del Polo del Buon Governo.

### Sindaco e presidente della provincia
Nel 1995 è stato eletto sindaco di Campobasso alla guida di una coalizione di centrosinistra, superando con il 65,84% al ballottaggio lo sfidante di centrodestra Silvano Amici (34,16%). Viene rieletto nel 1999 al primo turno con il 58,97% davanti ad Adalberto Bernardino Cufari del centrodestra (39,89%).
Nella tornata elettorale del 2002 diviene inoltre presidente della provincia di Campobasso per il centrosinistra, ottenendo il 43,83% al primo turno e superando il candidato di centrodestra Antonio Ventresca al ballottaggio tenutosi il 9 giugno, raccogliendo il 56,48% dei voti contro il 43,52% dello sfidante. Ha ricoperto contemporaneamente le funzioni di sindaco e di presidente della provincia fino al 2004. In consiglio provinciale è stato sostenuto da una maggioranza di coalizione di centrosinistra costituita da Margherita, DS, UDEUR, PRC, Comunisti Italiani e SDI.

### Senatore
Si è dimesso nel 2006 per candidarsi alle elezioni politiche per il rinnovo della XV legislatura come senatore della Repubblica, risultando eletto per l'Ulivo nella circoscrizione Molise. Nelle elezioni politiche del 2008 si ricandida per il Partito Democratico nella medesima circoscrizione, ma non è rieletto.  

### Attività successive
Per lo stesso partito si ricandida senza successo a sindaco di Campobasso alle elezioni del 2009, ma ottiene il 14,58% ed è terzo dietro Luigi Di Bartolomeo del centrodestra (56,57%) e a Massimo Romano dell'Italia dei Valori (18,48%), rimane in carica come consigliere comunale fino al 2014. Si ricandida alle primarie locali del PD per il sindaco di Campobasso alle elezioni del 25 maggio 2014, senza però uscire vincitore. 